# Pertechnétate d'ammonium
Le pertechnétate d'ammonium est un composé chimique de formule NH4TcO4. Il s'agit d'un sel d'ammoniac NH3 et d'acide pertechnétique H99mTcO4, contenant le radioisotope technétium 99m. Il cristallise dans le système tétragonal avec le groupe d'espace I41/a (no 88) et les paramètres a = 577,5 pm et c = 1 325,2 pm à 25 °C. Il se dissout facilement en solution aqueuse pour donner de l'ammonium NH4+ et des anions pertechnétate TcO4−, et dans le fluorure d'hydrogène HF anhydre en formant du fluorure de pertechnétyle TcO3F. Il peut être obtenu en faisant réagir de l'acide pertechnétique avec du nitrate d'ammonium NH4NO3 :
HTcO4 + NH4NO3 ⟶ NH4TcO4 + HNO3.
Le pertechnétate d'ammonium se décompose thermiquement sous atmosphère inerte à 700 °C en donnant du dioxyde de technétium TcO2 :
NH4TcO4 ⟶ TcO2 + 2 H2O + 1⁄2 N2.
Sa réduction par l'hydrogène H2 peut produire du technétium métallique ; cette réaction ne se produit qu'au dessus de 600 °C, température en dessous de laquelle il se forme du TcO2.
NH4TcO4 + 2 H2 ⟶ Tc + 4 H2O + 1⁄2 N2.